# Corey Glover
Pour les articles homonymes, voir Glover.
Corey Glover, né le 6 novembre 1964 à Brooklyn (New York), est un chanteur et guitariste américain, aussi acteur.
Il est surtout connu comme le chanteur du groupe de rock Living Colour et est actuellement le chanteur du groupe de funk Galactic pour la durée de leur tournée.
En 2018-2019, il participe à quelques concerts des "Bowie Alumni" : plusieurs anciens musiciens de l'artiste décédé en janvier 2016, qui se réunissent pour une tournée mondiale intitulée "A Bowie Celebration".

## Filmographie partielle
- 1986 : Platoon d'Oliver Stone : Francis
- 2001 : Reunion de Leif Tilden et Mark Poppi : Ty